# Athletic Futsal Dniepr
Athletic Futsal Dniepr (ukr. Спортивний клуб «Athletic Futsal» Дніпро) – ukraiński klub futsalu z siedzibą w mieście Dniepr, w środkowo-wschodniej części kraju, grający od sezonu 2024/25 w futsalowej Ekstra-Lidze Ukrainy.

## Historia
Chronologia nazw:
- 2015: Athletic Futsal Dniepr (ukr. «Athletic Futsal» Дніпро)

Klub futsalowy Athletic Futsal został założony w Dnieprze w listopadzie 2015 roku. Początkowo zespół występował w różnorodnych mistrzostwach i turniejach na poziomie regionalnym. W 2022 klub zgłosił się do rozgrywek w Pucharze Ukrainy, w którym dotarł do ćwierćfinału. W sezonie 2023/24 zespół debiutował w ogólnokrajowych rozgrywkach, wygrywając w grupie B Pierwszej ligi. W meczu finałowym pokonał Lubart Łuck i awansował do Ekstra-lihi.

## Barwy klubowe, strój i herb
|  |  |

Klub ma barwy czerwono-białe. Zawodnicy domowe spotkania zazwyczaj grają w czerwonych koszulkach, czerwonych spodenkach oraz czerwonych getrach.

## Sukcesy

### Trofea międzynarodowe
Klub jeszcze nigdy nie zakwalifikował się do rozgrywek europejskich (stan na 31-05-2024).

### Trofea krajowe
| \| \| Zdobyte trofea w rozgrywkach Ukrainy (stan na: 31-05-2024) \| |                                                            |      |          |
| Rozgrywki                                                           | Osiągnięcie                                                | Razy | Sezon(y) |
| · Mistrzostwo                                                       | I miejsce                                                  | 0    |          |
| · Mistrzostwo                                                       | II miejsce                                                 | 0    |          |
| · Mistrzostwo                                                       | III miejsce                                                | 0    |          |
| · Mistrzostwo                                                       | ?                                                          | 1    | 2024/25  |
| Puchar                                                              | zdobywca                                                   | 0    |          |
| Puchar                                                              | finalista                                                  | 0    |          |
| Puchar                                                              | ćwierćfinalista                                            | 1    | 2022/23  |
| II liga                                                             | I miejsce                                                  | 1    | 2023/24  |
| II liga                                                             | II miejsce                                                 | 0    |          |
| II liga                                                             | III miejsce                                                | 0    |          |
| Ukraina                                                             | Zdobyte trofea w rozgrywkach Ukrainy (stan na: 31-05-2024) |      |          |

- Superliga Mistrzostw obwodu dniepropetrowskiego:
  - mistrz (1): 2020/21
  - 3. miejsce (2):  2022/23, 2023/24.

## Poszczególne sezony

### Rozgrywki międzynarodowe

#### Europejskie puchary
Nie uczestniczył w rozgrywkach europejskich.

### Rozgrywki krajowe
| \| \| Bilans występów klubu w rozgrywkach futsalowych Ukrainy (Stan na 31 maja 2024 r.) \| |                                                                                   |        |       |   |   |   |    |    |     |            |        |        |       |
| Poziom                                                                                     | Rozgrywki                                                                         | Sezony | Mecze | Z | R | P | B+ | B– | Pkt | Lata       | Awanse | Spadki | Naj.  |
| I                                                                                          | Wyszcza liha / Ekstra-liha                                                        | 1      |       |   |   |   |    |    |     | od 2024/25 | 0      | 0      | ?     |
| II                                                                                         | Persza liha                                                                       | 1      |       |   |   |   |    |    |     | 2023/24    | 1      | 0      | 1     |
| III                                                                                        | Druha liha                                                                        | 0      |       |   |   |   |    |    |     |            | 0      | 0      |       |
|                                                                                            | Puchar Ukrainy                                                                    | 2      |       |   |   |   |    |    |     | od 2022/23 | 0      | 0      | 1/4 f |
| Ukraina                                                                                    | Bilans występów klubu w rozgrywkach futsalowych Ukrainy (Stan na 31 maja 2024 r.) |        |       |   |   |   |    |    |     |            |        |        |       |

## Futsaliści, trenerzy, prezydenci i właściciele klubu

### Trenerzy
- od 2022:  Ołeksandr Kabanenko

## Struktura klubu

### Stadion
Drużyna rozgrywa swoje mecze domowe w Dnieprze w Hali Sport Arena Olimpia+, który może pomieścić do 180 widzów.  

## Kibice i rywalizacja z innymi klubami

### Derby
- ZPGroup Zaporoże